# Campeonato Sudamericano de Béisbol 2005
El Campeonato Sudamericano de Béisbol 2005 fue la XI versión del torneo organizado por la Confederación Sudamericana de Béisbol (CSB), que se llevó a cabo del 26 de noviembre al 3 de diciembre del 2005 en Sao Paulo, Brasil.

## Clasificación final
| Posición | Equipo    | Ganados | Perdidos | C. Anotadas | C. Recibidas |
| -------- | --------- | ------- | -------- | ----------- | ------------ |
| 1        | Brasil    | 5       | 1        | 37          | 11           |
| 2        | Venezuela | 5       | 1        | 37          | 11           |
| 3        | Ecuador   | 3       | 3        | 19          | 26           |
| 4        | Colombia  | 1       | 5        | 19          | 34           |
| 5        | Argentina | 0       | 5        | 12          | 36           |

## Finales
| Juego  | Fecha          | Ganador | Resultado | Perdedor  |
| ------ | -------------- | ------- | --------- | --------- |
| Bronce | 3 de diciembre | Ecuador | 3-2       | Colombia  |
| Oro    | 3 de diciembre | Brasil  | 2-1       | Venezuela |

| Bandera de Brasil |
| Campeón Brasil    |
| Sexta título      |